# L'Oie sauvage (film, 1953)
Pour les articles homonymes, voir Oies sauvages.
Pour plus de détails, voir Fiche technique et Distribution.
L'Oie sauvage (雁, Gan), également intitulé Les Oies sauvages, est un film japonais de Shirō Toyoda sorti en 1953 adapté d'un roman de Mori Ōgai.

## Synopsis
Dans le Japon de l'époque Meiji, Otama vit pauvrement dans les bas-quartiers de Tokyo auprès de son père Zenkichi, colporteur de sucreries. Osan la marieuse l'incite à devenir concubine de Suezō qu'elle présente comme veuf et propriétaire d'un magasin de kimonos. Mais la réalité est tout autre, Suezō est en réalité un usurier cupide, marié et père de deux enfants. Osan agit sur ses instructions pour éponger les dettes qu'elle a envers lui. Après une première rencontre dans un restaurant, Otama, qui a déjà vécu un mariage raté, accepte la proposition pour sortir de la misère et éviter à son père de s'échiner à pousser sa carriole de colporteur.
Otama est installée dans une belle résidence avec une bonne à son service et son père dans une maison non loin de là. Suezō lui rend régulièrement visite, congédiant la bonne pour avoir des moments d'intimité avec elle. Il est prévenant et lui offre des cadeaux, la maison est agréable. Otama fait connaissance avec sa voisine, Osada qui enseigne la couture. Mais bientôt la situation se dégrade. Otsune, la femme de Suezō se doute des infidélités de son mari et lui fait des scènes lorsqu'il rentre chez eux. Otama elle, comprend qu'on lui a menti quand sa bonne Oume lui rapporte que le poissonnier refuse de vendre sa marchandise à la « maitresse d'un usurier », puis lorsque Suezō dans un moment d'inattention parle de sa femme. Les deux femmes finissent d'ailleurs par se croiser dans la rue et se reconnaitre, toutes deux arborant la même ombrelle offerte par le même homme.
Malheureuse de s'être fait bernée, Otama fait la connaissance d'Okada, un étudiant qui passe régulièrement devant sa résidence, alors lorsqu'elle lui demande de l'aide pour se débarrasser d'un serpent qui s'attaque à son canari. Attirée par lui, elle provoque des rencontres et le suit même dans la rue. Okada la mène ainsi jusqu'à la boutique d'usurier de Suezō auprès de qui il contracte un prêt, puis à une librairie où il revend un précieux livre d'anatomie. Otama rachète le livre.
Quelques jours plus tard, Suezō annonce à Otama qu'il part en voyage. Elle décide d'inviter à diner Okada et passe sa journée à des préparatifs. Mais lorsqu'il passe devant chez elle plus tard qu'à l'accoutumée, il n'est pas seul, son ami Kimura l'accompagne et elle n'ose formuler sa demande. Les deux étudiants se rendent à la soirée d'adieu d'Okada, il a réussi ses examens et obtenu un poste auprès d'un médecin allemand. Suezō qui se doute de quelque chose fait son apparition et il apprend à Otama qu'Okada part pour l'Europe. Elle s'enfuit et assiste cachée au départ de l'étudiant.

## Fiche technique
- Titre : L'Oie sauvage[1]

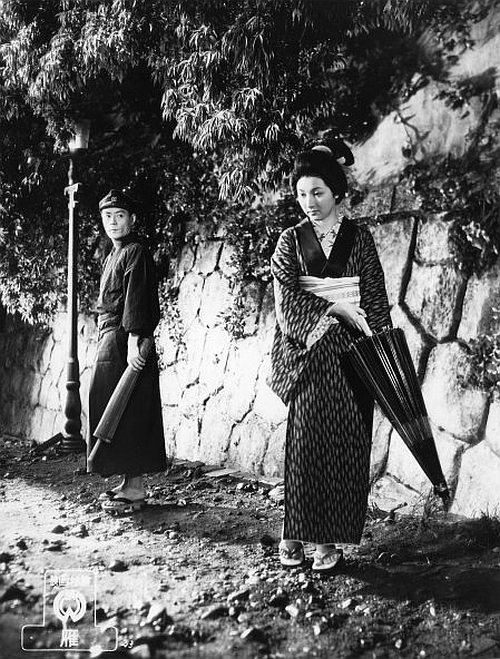
Scène du film avec Hiroshi Akutagawa et Hideko Takamine.

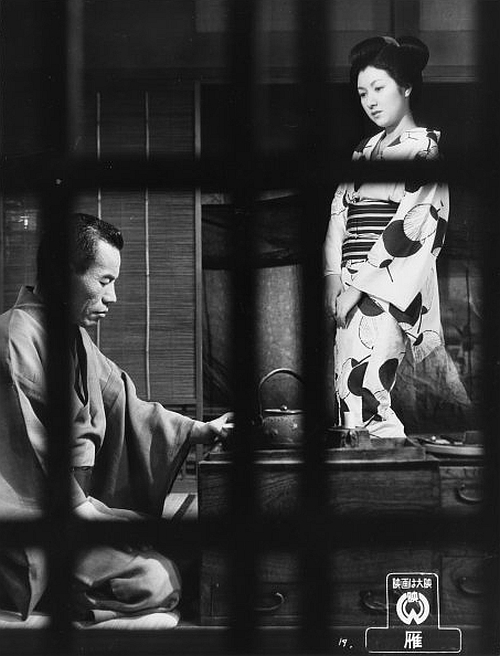
Scène du film avec Eijirō Tōno et Hideko Takamine.

- Titre alternatif : Les Oies sauvages[2]
- Titre original : 雁 (Gan?)
- Réalisation : Shirō Toyoda
- Scénario :  Masashige Narusawa d'après le roman homonyme de Mori Ōgai paru en 1911
- Photographie : Mitsuo Miura
- Musique : Ikuma Dan
- Direction artistique : Kisaku Itō (en) et Takeo Kimura
- Assistants réalisateurs : Yoshio Inoue, Tokujirō Yamazaki et Takeshi Abe
- Sociétés de production : Daiei
- Costumes : Saburō Wada
- Décors : Shigeharu Onda
- Pays d'origine :  Japon
- Langue originale : japonais
- Format : noir et blanc — 1,37:1 — 35 mm — son mono
- Genre : drame
- Durée : 104 minutes (métrage : onze bobines - 2 846 m[3])
- Date de sortie :
  - Japon : 15 septembre 1953[3]

## Distribution
- Hideko Takamine : Otama
- Hiroshi Akutagawa : Okada
- Eijirō Tōno : Suezō, l'usurier
- Jūkichi Uno : Kimura, un ami d'Okada
- Chōko Iida : Osan, la marieuse
- Eizō Tanaka : Zenkichi, le père d'Otama
- Kumeko Urabe : Otsune, la femme de Suezō
- Miki Odagiri (ja) : Oume, la servante d'Otama
- Kuniko Miyake : Osada, la professeur de couture
- Zenji Yamada : Tasuke, le poissonier
- Hiroko Machida (ja) : la femme de Tasuke
- Yōko Tsukiji (ja) (sous le nom de Rieko Himeji) : Oshige
- Etsuko Miyata : Omitsu

## Autour du film
Selon Donald Richie, dans la scène finale, Otama, après avoir assisté au départ de l'étudiant, se rend au bord du lac où ils avaient discuté quelques jours auparavant. Elle observe une oie sauvage qui prend son envol. La caméra se tourne et cadre le visage d'Hideko Takamine où l'on peut lire de l'espoir. Shirō Toyoda laisse ainsi le loisir au spectateur de compléter lui-même la suite du récit.
En 1966, Kazuo Ikehiro tourne un remake de l'Oie sauvage avec Ayako Wakao dans le rôle d'Otama et Eitarō Ozawa dans celui de l'usurier Suezō.

## Distinctions

### Récompenses
- 1954 : prix Blue Ribbon de la meilleure photographie pour Mitsuo Miura[6]
- 1954 : prix Mainichi de la meilleure direction artistique pour Kisaku Itō (en)[7]

### Sélection
- 1955 : Lion d'or à la Mostra de Venise[8]